# Ruhacsipesz

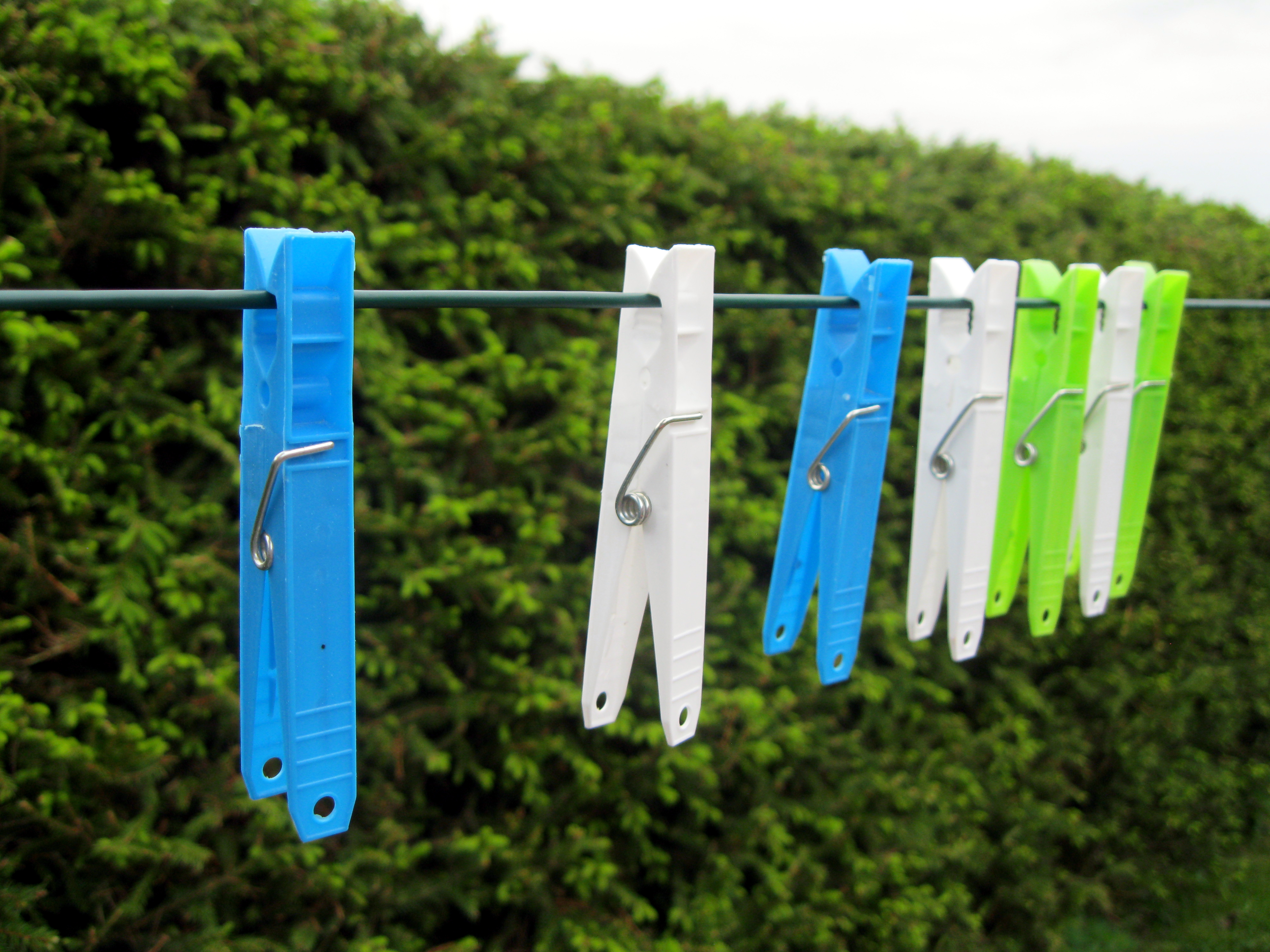
Műanyag csipeszek

A ruhacsipesz (vagy egyszerűen csipesz) kisméretű, általában műanyagból vagy fából készült eszköz, mely a száradó ruhák szárítókötélhez való rögzítésére használnak. A csipesz vélhetően a 19. század elején jelent meg, mai formáját a 19. század második felében nyerte el.

## Története
Régen az emberek bokrokra, ágakra akasztották a kimosott ruhákat száradni, esetleg a fűre terítették ki. A 19. század elején jelent meg a szárítókötél, és ezzel együtt a kézzel készített, fából faragott csiptetők, melyek megakadályozták, hogy a ruhákat lefújja a szél a kötélről. Azf első szabadalmat 1832-ben nyújtották be az Amerikai Egyesült Államokban, a tömeggyártás az 1840-es évek végén kezdődött. 1853-ban – szintén Amerikában – már a mai csipeszhez nagyban hasonló „rugós csiptetőt” szabadalmaztattak, 1887-ben pedig ennek továbbfejlesztett változatát. A 20. század elején az amerikaiak napi 20 000 csipeszt gyártottak, de 1920 után alulmaradtak az európai és kínai gyártókkal szemben. Az 1940-es években a mosógépek, szárítógépek megjelenése, az emberek házak helyett lakásokba költözése a ruhacsipeszek iránti kereslet csökkenését vonta maga után.

## Megjelenése, használata
Leggyakoribb formájában két emelőkar, melyeket középen egy drótból készült rugó kapcsol össze. Készülhet műanyagból vagy fából; az előbbi olcsóbb, de a napfény hatására idővel tönkremegy.
A ruhák rögzítésén kívül a csipeszeket használhatják egyéb tárgyak (papírlapok, terítők stb) odaerősítésére. Szerepe van a filmforgatásban is, ahol a színes szűrőket csipeszekkel erősítik a lámpákra. A közelmúltban hobbi, kézműves célokra is használni kezdték a csipeszeket.

## Érdekességek
- A philadelphiai városháza előtt Claes Oldenburg 13,7 méter magas, ruhacsipeszt ábrázoló pop-art szobra látható.[7]